# Послойный анализ
Послойный анализ (англ. tear down analysis) — метод изучения продукта конкурента с целью выявления возможностей его улучшения и/или снижения его себестоимости, является элементом обратного инжиниринга.

## Определение
Английский профессор Колин Друри определяет послойный анализ как метод изучения продукта конкурента с целью выявления возможностей его улучшения и/или снижения его себестоимости.
Продукт конкурента разбирается на отдельные элементы конструкции для выявления их функционального предназначения и для понимания использованных производственных процессов при его создания. Проводится оценка расходов на выпуск этого продукта. Цель этого процесса — получить отсчетную мерку по конструкции продукта и сравнить относительные преимущества подхода конкурента к разработке продукта с собственным вариантом.

## Послойный анализ vs Анализ распределения затрат
Разница с анализом распределения затрат заключается в том, что послойный анализ работает только с продуктами, а не с услугами, поскольку анализ подразумевает буквальное разрушение продукта. При демонтаже изделия разбираются различные компоненты изделия и тщательно изучается ценность физических компонентов. Послойный анализ полезен только тем, кто интересуется стоимостью и качеством компонентов, используемых в продукте. Он не может быть использован в качестве оценки реальных производственных затрат продукта, поскольку игнорирует исследования и разработки, производственные накладные расходы, логистику, розничные и другие затраты.